# 前川清治
前川 清治（まえかわ きよはる、1934年1月28日 - ）は、日本のジャーナリスト、政治家、社会運動家。

## 略歴
兵庫県生まれ。大阪文学学校研究科卒。北陸新聞記者、労働旬報社編集長を経て川崎市議会議員を4期16年務める。社会福祉法人みのり会理事長、神奈川自治体問題研究所常任理事。

## 著書
- 『黒いワンマンカー 合理化に抵抗する私鉄バス労働者』労働旬報社 1970
- 『あさやけの東京 美濃部都政と都民運動の前進』労働旬報社 1971
- 『川崎市の市民オンブズマン制度 解説と資料』自治体研究社 1991
- 『かわさき地名遊歩道』多摩川新聞社 1992
- 『鎌倉アカデミア 三枝博音と若きかもめたち』サイマル出版会 1994
- 『三枝博音と鎌倉アカデミア 学問と教育の理想を求めて』中公新書 1996
- 『かわさき「地名」散歩』多摩川新聞社 1998
- 『かわさき歴史ウオーク』東京新聞出版局 2002
- 『津久井歴史ウオーク』東京新聞出版局 2003
- 『相模川歴史ウオーク』東京新聞出版局 2005
- 『道志七里物語 緑と清流と歴史の郷』山梨日日新聞社 2006

### 共編著
- 『分裂から統一へ 嵐に抗する労働者魂の記録』米谷久義共著 労働旬報社 1965
- 『白い波濤 夜明けをひらく看護婦たち』横山広共著 労働旬報社 1970
- 『日本の顔・京都 たたかう蜷川府政と住民』山岡亮一、大橋隆憲・坂寄俊雄共編 労働旬報社 1970
- 『はじめに人間ありき 内山光雄と戦後労働運動』池田実共著 労働教育センター 2002

## 論文
- <前川清治